# Dunya Hirschter
Dunya Hirschter (geboren als Dunya Koprolčec 18. März 1954 in Osijek, Jugoslawien; gestorben Ende Dezember 2008 in Grenada, Spanien) war eine jugoslawisch-kroatische Textilkünstlerin der Art brut.

## Leben
Dunya Hirschter wurde am 18. März 1954 in Osijek nahe der ungarischen und der serbischen Grenze in eine katholische Familie geboren. Sie hatte einen älteren Bruder Erik, der später Arzt wurde, mit dem sie in der Obhut ihrer Großmutter mütterlicherseits aufwuchs. Ihre Großmutter liebte sie sehr und später nahm Dunya deren Nachnamen Hirschter an. Sie lernte ihren späteren Ehemann Zlatco Burić im Alter von 15 Jahren kennen und sie heirateten, als sie 18 Jahre alt war. Danach gingen sie nach Zagreb. Dort studierte Dunya Burić Anglistik und Vergleichende Literaturwissenschaft und gründete mit anderen Studenten eine Theatergruppe. Sie hatten mit ihren Aufführungen großen Erfolg und die kleine Truppe entwickelte sich zu einer anerkannten Gruppe der experimentellen Theaterszene des Balkans.
Nach der Scheidung von Burić begann sie zu reisen. Sie verließ Jugoslawien Anfang der 1980er Jahre, verlor den Kontakt zu ihrer Familie und während eines Aufenthalts in Tanger verliebte sie sich in einen Muslim. Anschließend konvertierte sie zum Islam. Später lebte sie in Spanien, zunächst in Madrid, dann in Málaga und Granada. Dort kümmerte sich die muslimische Gemeinde um sie. In Spanien lebte sie in ärmlichen Verhältnissen, besaß keine Aufenthaltserlaubnis und konnte auch ihre Situation nicht legalisieren. Sie änderte dort ihren Namen in Dunya Hirschter und begann Alltagsgegenstände zu sticken und zu nähen. Dabei entwarf sie kunstvolle Kleidungsstücke, Kissen, Tischdecken und verzierte Rahmen. Sie bearbeitete auch ihre Brille, einen Fächer und ihren Koran, der für sie zu einem Tagebuch wurde und begann Collagen anzufertigen. Ihre künstlerische Tätigkeit wurde zu einem festen Bestandteil ihrer täglichen Meditationen und Gebete.
Die Menschen in ihrer Nachbarschaft in Grenada bewunderten ihre farbenfrohen und exzentrischen Outfits. Hirschter begann Ende der 90er Jahre unter Angstzuständen und Verfolgungsgefühlen zu leiden. Es wurde bei ihr eine schizophrene Störung diagnostiziert, doch sie weigerte sich, sich medizinisch behandeln zu lassen. Sie zog 2005 in ein Haus in der Nähe einer Moschee und drei Jahre später, Ende Dezember 2008 starb sie in dem Haus an einem Herzinfarkt.

## Werk
Dunya Hirschter war als Textilkünstlerin tätig. Sie stickte, nähte und bearbeitet Alltagskleidung, ihren Fächer und andere Gegenstände. Bachelard beschrieb es mit den Worten: „Dunya schuf mit ihrer Kleidung ein bewohnbares Nestkleid, maßgeschneidert und von innen nach außen geformt, mit sich wiederholenden Gesten, die obsessiv wurden und aus demselben Gebet hervorgingen. Dunya behauptete, dass jeder Stich, jeder winzige Fleck auf dem Papier, jeder Schnitt Allah gewidmet sei: Dieses Gefühl vereint all ihre Außenseiterarbeiten, die von Hingabe und Entsagung der weltlichen Umgebung inspiriert sind“.
Nach ihrem Tod wurde ihr Werk in die Sammlung der Collection de l’Art Brut aufgenommen.

## Ausstellungen
- Dunya Hirschter Koprolcec, Textilkünstlerin. Haus von Porras. Granada. 2011.
- Findelkindkunst. Joy-Galerie. Madrid. April Mai 2014.
- Das Äußere. Fes-map, Festival für Kunst und psychische Gesundheit. Huesca. November 2015[6]
- Musée Würth France Erstein: Art brut 2022[7]